# Ceratogramma jeffersi
Ceratogramma jeffersi is een vliesvleugelig insect uit de familie Trichogrammatidae. De wetenschappelijke naam is voor het eerst geldig gepubliceerd in 2006 door Pinto.